# Adenosine triphosphate
ATP là phân tử mang năng lượng, có chức năng vận chuyển năng lượng đến các nơi cần thiết để tế bào sử dụng. Chỉ có thông qua ATP, tế bào mới sử dụng được thế năng hóa học cất giấu trong cấu trúc phân tử hữu cơ. Cụ thể khi một phân tử glucose phân giải thành CO2 và nước, thì có 686kcal/mol được giải phóng. Ở ống nghiệm, năng lượng đó tỏa đi dưới dạng nhiệt năng mà chỉ có máy hơi nước mới có khả năng chuyển nhiệt thành công cơ học, còn trong tế bào thì không có khả năng đó.
Hóa năng được giải phóng trong tế bào sẽ được một cơ chế chuyển dịch thế năng hóa học, truyền dần từ phân tử này sang phân tử khác; nghĩa là năng lượng mà một phân tử mất đi sẽ được chuyển dịch sang cấu trúc hóa học của một phân tử khác do đó không chuyển thành nhiệt.
ATP tức adenosin triphosphat. Phân tử này có 3 phần: một cấu trúc vòng có các nguyên tử C, H và N được gọi là adenine; một phân tử đường 5 carbon là ribose và 3 nhóm phosphat kế tiếp nhau nối vào chất đường. Phân tử ATP phân giải thông qua quá trình thủy phân ATP, nhả năng lượng như sau: với sự có mặt của nước, khi gãy liên kết giữa oxy với nguyên tử phosphor cuối cùng thì tách ra một phân tử phosphat vô cơ (Pi), còn lại là Adenosin Diphosphat (ADP) và có 12kcal/mol được giải phóng.
Quá trình ngược lại tổng hợp ATP từ ADP và Pi cũng phải cung cấp cho ADP một lượng năng lượng 12Kcal/mol.

## Tính chất vật lý và hóa học
Phân tử ATP gồm adenosine - tạo ra từ một vòng adenine và một đường ribose - và ba nhóm phosphate (nên gọi là triphosphate). Các nhóm phosphat, bắt đầu từ nhóm gần nhất với nhóm ribose, được gọi lần lượt là alpha (α), beta (β), và gamma (γ) phosphat. ATP tan tốt trong nước và khá ổn định trong dung dịch có độ pH từ 6.8 đến 7.4, nhưng nhanh chóng bị thủy phân ở pH quá cao hoặc quá thấp. Do đó, ATP được dự trữ tốt nhất dưới dạng muối khan.
Phân tử ATP không ổn định trong nước không đệm và bị thủy phân thành ADP và phosphate. Lý do là liên kết giữa các phần tử phosphate còn lại trong ATP yếu hơn liên kết hydro giữa ADP và nước. Vì vậy, nếu ATP và ADP ở trong cân bằng hóa học trong nước, gần như toàn bộ ATP sẽ dần chuyển thành ADP. Một hệ thống hóa học ở xa khỏi cân bằng có chứa năng lượng tự do Gibbs, và có khả năng sinh công. Tế bào sống giữ tỉ lệ ATP trên ADP ở mức 1010 lần mức cân bằng, với nồng độ ATP cao gấp một nghìn lần nồng độ ADP. Ở mức xa cân bằng như trên, khi bị thủy phân ATP giải phóng một lượng lớn năng lượng.
ATP thường được gọi là "phân tử năng lượng cao". Tuy nhiên, cách gọi này dễ đánh lạc hướng. Như tất cả phản ứng hóa học đã đạt đến cân bằng, một hỗn hợp ATP và ADP đã đạt đến cân bằng ổn định trong nước sẽ không dẫn đến thêm thủy phân tịnh của ATP. Nói chính xác hơn, ATP và nước giống như một hỗn hợp các chất phản ứng như xăng và chất oxi-hóa: cả hai phải có mặt mới có thế giải phóng năng lượng.

## Lịch sử nghiên cứu
Adenosine triphosphate lần đầu tiên được phân lập từ chiết xuất cơ bắp của K. Lohmann vào năm 1929.  Nhưng vào năm 1941, Fritz Albert Lipmann cho rằng ATP là một phân tử sinh học chính cho phép lưu trữ và cung cấp năng lượng ngắn hạn trong các tế bào.  ATP được Alexander Todd chuẩn bị nhân tạo lần đầu tiên vào năm 1948.  Năm 1949, Albert Szent-Györgyi cho thấy sự co cơ của các myofibrils bị cô lập có thể được tạo ra một cách nhân tạo khi bổ sung ATP. Vài năm sau, một thí nghiệm tương tự đã mô tả vai trò của ATP trong chuyển động lông mao.

## Ý nghĩa
Trong hóa sinh ATP được gọi là phổ biến nhất năng lượng tệ của hệ thống sống (bên trong các tế bào), nó có khả năng lúc khởi điểm của mình cho cấu trúc của nó nghịch lưu trữ một số lượng tương đối lớn năng lượng có thể được exergonickým (năng lượng phát hành) mở rộng đẩy khác endergonic (năng lượng tiêu thụ) quá trình. Do đó, nó được gọi là hợp chất macroergic. Trong một số quá trình sinh hóa, cái gọi là tiêu thụ ATP xảy ra, tức là quá trình thủy phân thành ADP + Pi, hoặc thậm chí là AMP và PPi
ATP + H2O → ADP + Pi
ATP + H2O → AMP + PPi
Kết quả là PPi (inorganic pyrophosphate) sau đó bị thủy phân bởi enzyme pyrophosphatase hiện tại. Điều này giải phóng gấp đôi lượng năng lượng.
ATP ngoại bào cũng có chức năng như một chất dẫn truyền thần kinh.
Điện ATP
Các phản ứng liên quan đến tiêu thụ ATP (thủy phân) bao gồm một số quá trình hóa học cơ bản diễn ra trong các tế bào. Nếu không kết hợp với quá trình thủy phân ATP, các phản ứng này sẽ chỉ diễn ra rất chậm (chúng sẽ có sự thay đổi năng lượng Gibbs cao, ΔG). Một ví dụ là bước đầu tiên của quá trình đường phân, chuyển đổi glucose thành glucose-6-phosphate. Phản ứng của glucose với phosphat vô cơ có ΔG = +13,8 kJ / mol, tuy nhiên, quá trình thủy phân ATP liên quan đến nó được đặc trưng bởi sự thay đổi năng lượng Gibbs = G = -30,5, và do đó chuỗi phản ứng được ưa thích và sẽ tiếp tục. [6] Giá trị ΔG chính xác cho quá trình phân hủy ATP thành ADP và P inó phụ thuộc vào một số yếu tố Ảnh hưởng của một đặc biệt pH, nồng độ của hóa trị hai kim loại ion (được gắn với phosphat) và tổng sức mạnh ion trong môi trường. Thông thường, trong nhiều phản ứng, sự thay đổi năng lượng Gibbs tiêu chuẩn (ΔG ° ') là -30,5 kJ / mol, mặc dù trong môi trường tế bào, -50 kJ / mol là thực tế hơn.  Ngay cả thâm hụt năng lượng cao như vậy có thể không đủ cho một loạt các phản ứng, nhưng vẫn có một giải pháp thay thế. Sự phân hủy ATP thành AMP và PP i đi kèm với giá trị G cao hơn: mặc dù thủy phân cho các sản phẩm này sẽ cung cấp một lượng năng lượng tương tự để thủy phân với ADP, nhưng ΔG cuối cùng cũng bao gồm quá trình thủy phân diphosphate tự do (PP i) để kết quả ΔG ° 'có thể lên tới -109 kJ / mol.
Điều gì thực sự là nguyên nhân của sự thiếu hụt năng lượng trong quá trình thủy phân ATP thành các sản phẩm phosphat thấp hơn là chủ đề của sự phỏng đoán. Một số yếu tố dường như có tác động. Các nhóm phosphat trong ATP được tích điện âm mạnh và đẩy tĩnh điện lẫn nhau; thủy phân làm giảm cường độ của các lực này. Ngoài ra, phosphat có xu hướng liên kết mạnh với dung môi (nước) - điều này dễ dàng hơn nhiều đối với các sản phẩm thủy phân. Cuối cùng, quá trình thủy phân ATP dường như thỏa mãn nhu cầu về các nhóm phosphat đối với các điện tử mà các phosphat lân cận phải chia sẻ trong ATP. Hiệu ứng sau dường như có ý nghĩa cao nhất.
Vai trò trong hệ thống sống
Adenosine triphosphate liên kết tại vị trí bỏ túi của enzyme Hsp90; protein sốc nhiệt này sử dụng năng lượng từ quá trình thủy phân ATP và do đó là ATPase
ATP phục vụ như một chất nền cho một nhóm các enzyme gọi là kinase. Những enzyme thuộc transferase, chuyển một dư lượng phosphate với một phân tử mục tiêu (ví dụ Một dư lượng amino acid trong trường hợp của protein). ATP có thể được hiểu là một đồng yếu tố chuyển một nhóm nguyên tử chức năng (phosphat) và sau đó tái sinh. Hầu hết các kinase phân hủy ATP cho ADP và P i, mà còn có thể truyền diphosphate (dưới hình đồng thời của AMP) và đặc biệt adenosylový còn lại trong khi phát hành monophosphat và diphosphate đối với môi trường. [10]Các phản ứng xúc tác Kinase thường ít nhiều không theo hướng, vì một lượng lớn năng lượng tự do được giải phóng không thể đảo ngược ra môi trường trong quá trình thủy phân ATP. Một nguyên tắc khác được sử dụng bởi một số dây chằng: chúng thường thủy phân ATP (chúng có hoạt tính ATPase) và năng lượng được giải phóng được sử dụng để thực hiện phản ứng thắt (loại A + B).
ATP(cùng với GTP, CTP và UTP) là một trong những chất nền để tổng hợp RNA (phiên mã). Tuy nhiên, trong bốn nucleotide, nó không có vai trò độc quyền và được kết hợp dưới dạng AMP vào chuỗi RNA mở rộng đồng thời giải phóng pyrophosphate vào môi trường.
Liên kết ATP với vị trí gắn enzyme cũng có thể có chức năng điều tiết quan trọng. Thật vậy, ATP có thể hoạt động như một chất điều chỉnh allosteric có khả năng thay đổi cấu trúc không gian của enzyme và, ví dụ, kích hoạt hoặc hủy kích hoạt nó. Các enzyme đôi khi được thiết lập để liên kết và thủy phân ATP (ATPase), ví dụ, có thể truyền năng lượng vào công việc cơ học của enzyme hoặc trên chuyển động phối hợp của động cơ phân tử (myosin). ATP cũng đóng vai trò là chất nền cho adenylate cyclase, tạo ra ATP cyclic adenosine monophosphate (cAMP), đóng vai trò là chất truyền tin thứ hai.
ATP cũng phục vụ như là một phân tử tín hiệu ngoại bào.